# Proagonistes apicalis
Proagonistes apicalis är en tvåvingeart som först beskrevs av Charles Howard Curran 1927.  Proagonistes apicalis ingår i släktet Proagonistes och familjen rovflugor. Inga underarter finns listade i Catalogue of Life.